# جيف ناثانسون
جيف ناثانسون (بالإنجليزية: Jeff Nathanson)‏ (و. 1960  م) هو مخرج أفلام، وكاتب سيناريو، ومنتج أفلام أمريكي، ولد في لوس أنجلوس.

## التعليم
تعلم في جامعة كاليفورنيا، سانتا باربرا.

## وصلات خارجية
- جيف ناثانسون على موقع IMDb (الإنجليزية)
- جيف ناثانسون على موقع ألو سيني (الفرنسية)
- جيف ناثانسون على موقع ميوزك برينز (الإنجليزية)
- جيف ناثانسون على موقع أول موفي (الإنجليزية)
- جيف ناثانسون على موقع قاعدة بيانات الأفلام السويدية (السويدية)
- جيف ناثانسون على موقع قاعدة بيانات الفيلم (الإنجليزية)
- جيف ناثانسون على موقع كينوبويسك (الروسية)